# 流水響水塘

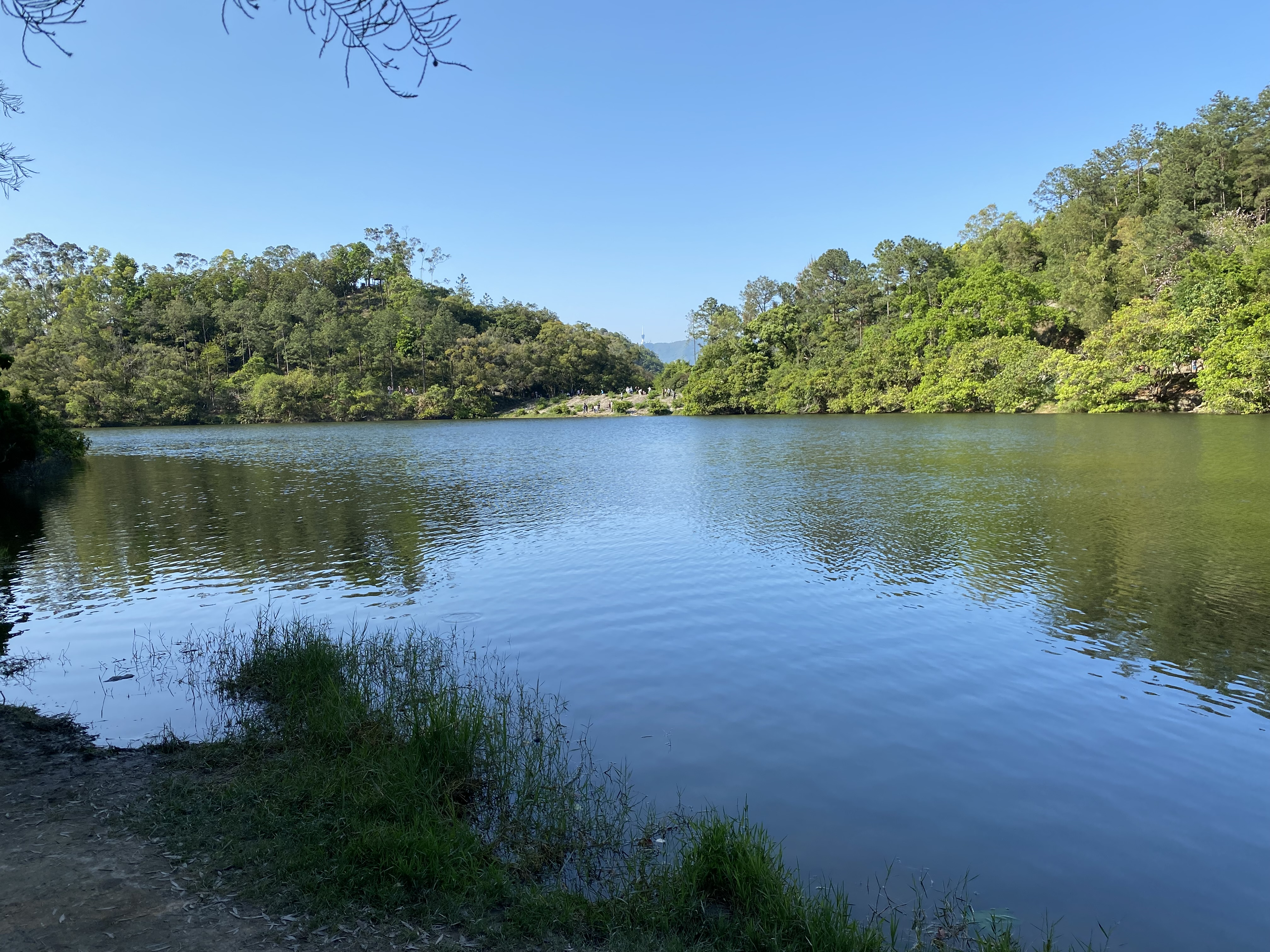
流水響水塘

流水響水塘（英語：Lau Shui Heung Reservoir），又作流水嚮水塘，位於香港新界北區東部的八仙嶺郊野公園之內，龍山東北一帶，處於粉嶺平原的東北端，建於1968年，屬船灣淡水湖工程計劃的一部分，負責將八仙嶺西北部的水源收集，經輸水隧道供應至船灣淡水湖，同時流水響水塘亦是灌溉水塘，用作灌溉附近農田。水塘面積約3.5公頃，容量約17萬立方米，混凝土主壩高24米、長54.9米；副壩高7.3米、長39米，水庫規模較小。
流水響水塘所在地流水響，早於清朝嘉慶二十四年（1819年）編的《新安縣志》已有記載：「流水響潭發源處有數石井，天造地設，深約尋丈，春夏溺如飛瀑，秋冬則淙淙細響」。該處為軍地河的主要源頭，河水先流入軍地再出梧桐河。

## 設施

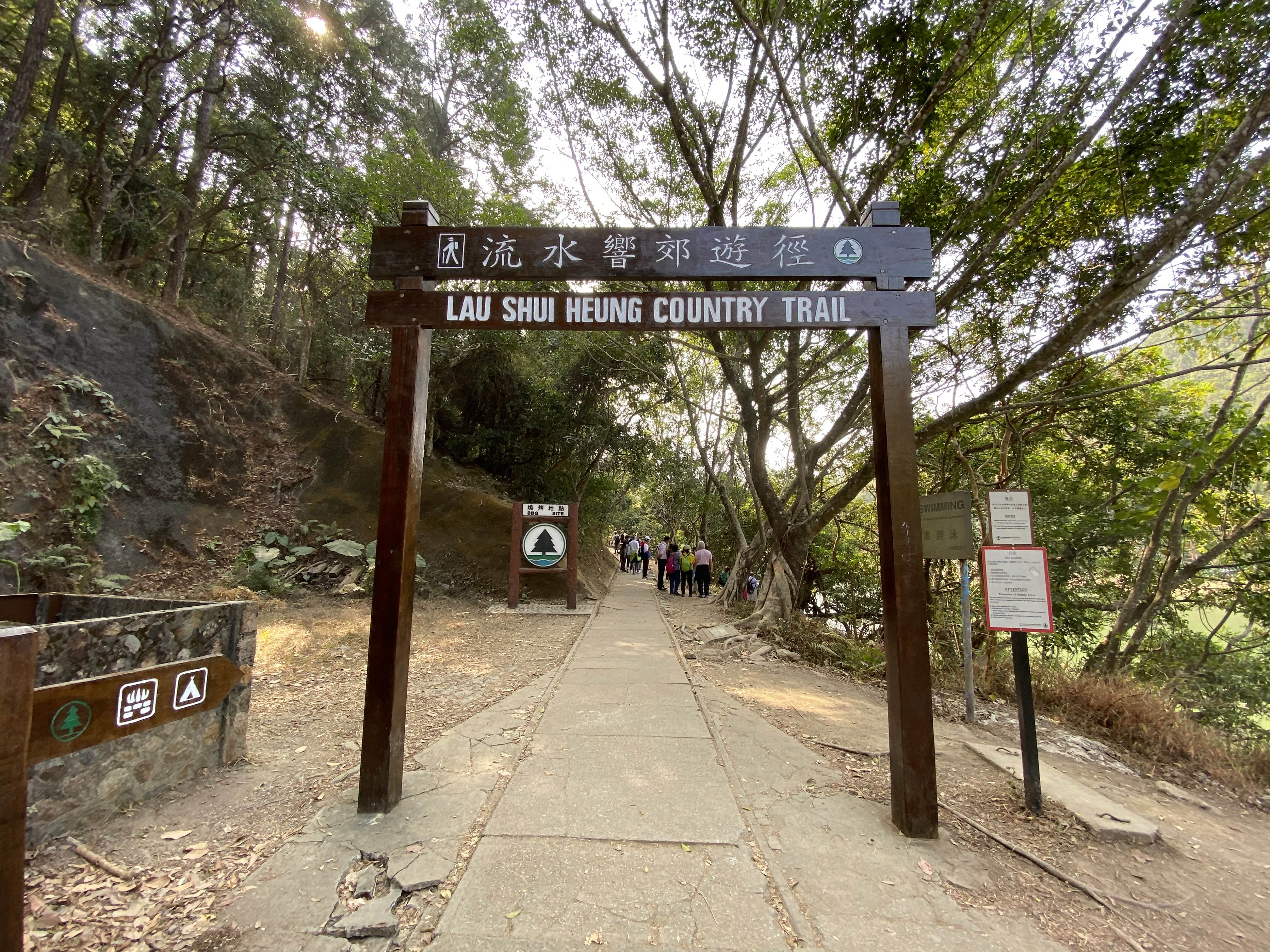
流水響郊遊徑

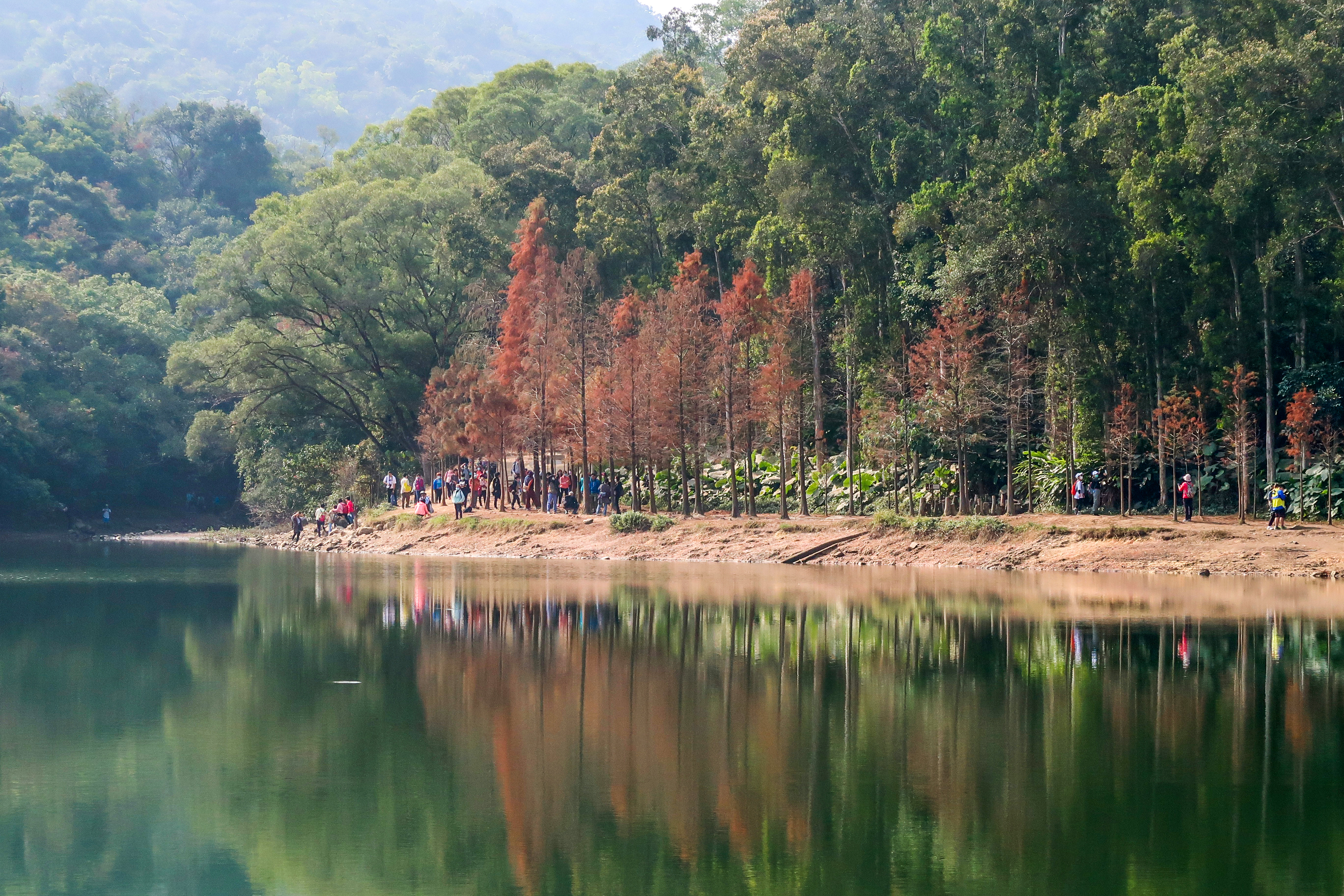
流水響水塘的紅葉在冬天吸引不少遊人到場拍照

漁農自然護理署在附近設有涼亭、露營場地、燒烤場、野餐場地和洗手間等設施，是新界北的郊遊熱門之地。流水響內有一條郊遊徑，起點和終點均在流水響水塘附近，全長約4.4公里，走畢全程約需兩小時。交通方面有52B號专线小巴，来往粉岭站及鹤薮，途中經過流水響水塘。

## 環境及生態
整個水塘被綠樹成蔭的河谷環抱，四周是成齡的林地，一排排生長在水塘邊的白千層樹，滿眼都是綠意，非常詩情畫意。
水塘相當深，所以水塘的顏色碧綠，素有香港天空之鏡的美譽；塘底覆蓋着大小不一的沙石，為不同的魚類提供了多樣化的生境。水塘內可找到多個魚類品種，包括香港少見的弓背青將、月鱧等。
2003年，漁農自然護理署在流水響水塘附近發現一個蜻蜓新品種——灰白色腹部的赤斑蟌。

## 事件
2018年4月底，行山人士發現流水響水塘近日嚴重乾涸，塘底驚見龜裂，可以行落水塘步行至對岸。水務署指過去的冬天雨量少，令該水塘的存水量因附近村民灌溉而耗盡。可是附近同是灌溉水塘、大小相約的鶴藪水塘卻沒有出現乾涸，懷疑附近龍山隧道工程抽乾了地下水所致。直至同年6月初，因受颱風艾雲尼相關外圍雨帶影響下，過去3日已落下近100毫米雨量，是較過去兩個月總雨量多逾10毫米，同時新界北過去24小時亦錄得超過200毫米雨量，足以令容量達17萬立方米的流水響水塘注滿水，回復「天空之鏡」的稱號。